# Men Without Hats
Men Without Hats ist eine kanadische Synthiepop-Band, die der New-Wave-Bewegung zugeordnet wird. Ihr größter Erfolg war der Song The Safety Dance aus dem Jahr 1982.

## Geschichte
Gegründet 1976 in Montreal als Wave 21, benannte die Gruppe sich 1977 in Men Without Hats um. Ihre erste Produktion war Anfang der 1980er Jahre die EP Folk of the 80s. Ihr größter kommerzieller Erfolg war der Song The Safety Dance aus dem Jahr 1982. Die erfolgreichsten Alben sind Rhythm of Youth sowie Pop Goes the World. In den 1990er Jahren verlor Synthesizermusik stark an Bedeutung. Die Band spielte deswegen mit Sideways ein E-Gitarren-lastiges Album ein.
Leadsänger Ivan Doroschuk veröffentlichte 1997 mit The Spell ein Soloalbum, bevor sich die Band 2003 wiedervereinigte und ihr erstes EP-Album nach über einem Jahrzehnt veröffentlichte. 2012 erschien das Album Love in the Age of War mit zehn neuen Liedern. Die dazu um den Leadsänger neu gegründete Band wollte damit an Rhythm of Youth anschließen und präsentierte eingängige sowie tanzbare Synthesizermusik im Stil der 1980er Jahre. Eine Europatournee im Jahr 2013 führte Men Without Hats auch nach Deutschland.
Anlässlich ihres 40-jährigen Band-Jubiläums kündigten das Label Sonic Envy und Men Without Hats für 2021 ein Album mit Coversongs Again, Part 1, sowie ein neues Album mit 14 Original-Songs Again, Part 2 im Jahr 2022 an.

## Mitglieder
Der Kern der Band besteht aus Ivan Doroschuk und seinem Bruder Stefan. Weitere Mitglieder waren u. a. ein weiterer Bruder, Colin, sowie Jeremy Arrobas, Tracy Howe, Roman Martyn und Allan McCarthy.

## Diskografie

### Studioalben
| Jahr | Titel                                                          | Höchstplatzierung, Gesamtwochen, AuszeichnungChartplatzierungen (Jahr, Titel, Platzierungen, Wochen, Auszeichnungen, Anmerkungen) | Höchstplatzierung, Gesamtwochen, AuszeichnungChartplatzierungen (Jahr, Titel, Platzierungen, Wochen, Auszeichnungen, Anmerkungen) | Höchstplatzierung, Gesamtwochen, AuszeichnungChartplatzierungen (Jahr, Titel, Platzierungen, Wochen, Auszeichnungen, Anmerkungen) | Höchstplatzierung, Gesamtwochen, AuszeichnungChartplatzierungen (Jahr, Titel, Platzierungen, Wochen, Auszeichnungen, Anmerkungen) | Höchstplatzierung, Gesamtwochen, AuszeichnungChartplatzierungen (Jahr, Titel, Platzierungen, Wochen, Auszeichnungen, Anmerkungen) | Anmerkungen                            |
| Jahr | Titel                                                          | DE | AT | UK | US | CA | Anmerkungen                            |
| ---- | -------------------------------------------------------------- | --- | --- | --- | --- | --- | -------------------------------------- |
| 1982 | Rhythm of Youth                                                | DE9 (15 Wo.)DE | — | UK96 (1 Wo.)UK | US13 Gold · (26 Wo.)US | CA15 Platin · (… Wo.)CA | Erstveröffentlichung: April 1982       |
| 1984 | Folk of the 80s (Part III)                                     | — | — | — | US127 (4 Wo.)US | CA42 (… Wo.)CA | Erstveröffentlichung: September 1984   |
| 1987 | Pop Goes the World                                             | — | AT11 (8 Wo.)AT | — | US73 (25 Wo.)US | CA8 Platin · (… Wo.)CA | Erstveröffentlichung: 29. Juni 1987    |
| 1989 | The Adventures of Women & Men Without Hate in the 21st Century | — | — | — | — | CA41 Gold · (… Wo.)CA | Erstveröffentlichung: Oktober 1989     |
| 1991 | Sideways                                                       | — | — | — | — | — | Erstveröffentlichung: 30. April 1991   |
| 2003 | No Hats Beyond This Point                                      | — | — | — | — | — | Erstveröffentlichung: 4. November 2003 |
| 2012 | Love in the Age of War                                         | — | — | — | — | — | Erstveröffentlichung: 22. Mai 2012     |
| 2022 | Again (Part 2)                                                 | — | — | — | — | — | Erstveröffentlichung: 11. März 2022    |

### Kompilationen
- 1996: Collection
- 1997: Greatest Hats
- 1997: The Very Best Of
- 2006: My Hats Collection
- 2008: The Silver Collection

### EPs
- 1980: Folk of the 80s
- 1982: The Safety Dance
- 1985: Freeways
- 2021: Again (Part 1)

### Singles
| Jahr | Titel Album                                                                        | Höchstplatzierung, Gesamtwochen, AuszeichnungChartplatzierungen (Jahr, Titel, Album, Platzierungen, Wochen, Auszeichnungen, Anmerkungen) | Höchstplatzierung, Gesamtwochen, AuszeichnungChartplatzierungen (Jahr, Titel, Album, Platzierungen, Wochen, Auszeichnungen, Anmerkungen) | Höchstplatzierung, Gesamtwochen, AuszeichnungChartplatzierungen (Jahr, Titel, Album, Platzierungen, Wochen, Auszeichnungen, Anmerkungen) | Höchstplatzierung, Gesamtwochen, AuszeichnungChartplatzierungen (Jahr, Titel, Album, Platzierungen, Wochen, Auszeichnungen, Anmerkungen) | Höchstplatzierung, Gesamtwochen, AuszeichnungChartplatzierungen (Jahr, Titel, Album, Platzierungen, Wochen, Auszeichnungen, Anmerkungen) | Höchstplatzierung, Gesamtwochen, AuszeichnungChartplatzierungen (Jahr, Titel, Album, Platzierungen, Wochen, Auszeichnungen, Anmerkungen) | Anmerkungen                                              |
| Jahr | Titel Album                                                                        | DE | AT | CH | UK | US | CA | Anmerkungen                                              |
| ---- | ---------------------------------------------------------------------------------- | --- | --- | --- | --- | --- | --- | -------------------------------------------------------- |
| 1982 | I Like Rhythm of Youth                                                             | — | — | — | — | US84 (3 Wo.)US | — | Erstveröffentlichung: April 1982 Charteinstieg erst 1983 |
| 1982 | The Safety Dance Rhythm of Youth                                                   | DE2 (20 Wo.)DE | AT7 (10 Wo.)AT | CH4 (11 Wo.)CH | UK6 Gold · (16 Wo.)UK | US3 (24 Wo.)US | CA11 Gold · (… Wo.)CA | Erstveröffentlichung: 1982                               |
| 1982 | I Got the Message Rhythm of Youth                                                  | — | — | — | UK99 (2 Wo.)UK | — | — | Erstveröffentlichung: April 1982 Charteinstieg erst 1983 |
| 1984 | Where Do the Boys Go? Folk of the 80s (Part III)                                   | — | — | — | — | — | CA30 (… Wo.)CA | Erstveröffentlichung: 1984                               |
| 1987 | Pop Goes the World                                                                 | — | AT1 (12 Wo.)AT | — | — | US20 (21 Wo.)US | CA2 Gold · (… Wo.)CA | Erstveröffentlichung: Oktober 1987                       |
| 1987 | Moonbeam Pop Goes the World                                                        | — | — | — | — | — | CA23 (… Wo.)CA | Erstveröffentlichung: 1987                               |
| 1989 | Hey Men The Adventures of Women & Men Without Hate in the 21st Century             | — | — | — | — | — | CA8 (… Wo.)CA | Erstveröffentlichung: 1989                               |
| 1989 | In the 21st Century The Adventures of Women & Men Without Hate in the 21st Century | — | — | — | — | — | CA35 (… Wo.)CA | Erstveröffentlichung: 1989                               |
| 1991 | Sideways                                                                           | — | — | — | — | — | CA50 (… Wo.)CA | Erstveröffentlichung: 1991                               |

Weitere Singles
- 1982: Antarctica
- 1982: Living in China
- 1984: Messiahs Die Young
- 1987: O Sole Mio
- 2012: Head Above Water